# 舍夫琴科 (巴什坦卡區)
47°28′19″N 32°27′2″E / 47.47194°N 32.45056°E
舍夫琴科（烏克蘭語：Шевченко），是烏克蘭的村落，位於該國南部尼古拉耶夫州，由巴什坦卡區負責管轄，始建於1909年，面積0.8平方公里，海拔高度90米，2001年人口175，人口密度每平方公里217.7人。